# Nguyên lý Harnack
Trong giải tích phức, nguyên lý Harnack là một định lý nói về giới hạn của dãy các hàm điều hòa.
Nếu các hàm {\displaystyle u_{1}(z)}, {\displaystyle u_{2}(z)},... điều hòa trong một tập mở {\displaystyle G} của mặt phẳng phức C, và 
{\displaystyle u_{1}(z)\leq u_{2}(z)\leq ...}
tại mọi điểm của {\displaystyle G}, thì giới hạn của dãy
{\displaystyle \lim _{n\to \infty }u_{n}(z)}
hoặc là vô hạn với mọi điểm trong miền {\displaystyle G} hoặc là hữu hạn với mọi điểm trong miền, trong cả hai trường hợp đều là hội tụ đều trong mỗi tập con đóng của {\displaystyle G}. Ở trường hợp thứ hai, hàm 
{\displaystyle u(z)=\lim _{n\to \infty }u_{n}(z)}
điều hòa trong tập {\displaystyle G}.